# NECTEC
NECTEC (National Electronics and Computer Technology Center) ist eine thailändische Regierungsbehörde, die dem Ministry of Science and Technology untersteht.

## Open-Source-Projekte von NECTEC
NECTEC erstellt und betreut verschiedene Open-Source-Projekte, die sich vor allem mit Lokalisierung von Software für Thailand und generell mit Verarbeitung der thailändischen Schrift und Sprache innerhalb eines IT-Systems beschäftigen. Die wichtigsten Projekte:
- LinuxTLE, OpenTLE (Linux-Distribution)
- OpenOfficeTLE (Lokalisierung von OpenOffice.org)
- LexiTron (Wörterbuch Englisch - Thai auf Basis von Java)
- Thailändische TrueType-Fonts